# Högfors prästgård
Högfors prästgård (finska: Karkkilan pappila) är en före detta prästgård i Högfors stad i det finländska landskapet Nyland. Prästgårdens nuvarande huvudbyggnad i timmer färdigställdes år 1900 som tjänstebostad för Högfors kyrkoherde. Byggnaden ritades av byggmästaren Odert Laine.
Nuförtiden fungerar prästgården som en församlingsbyrå för Högfors församling. Förutom huvudbyggnaden finns det också ett uthus från 1920 i prästgårdsmiljön. Högfors prästgård är en byggnadshistoriskt värdefull byggnad och därmed skyddad.